# 101 horrorfilm, amit látnod kell, mielőtt meghalsz
A 101 horrorfilm, amit látnod kell, mielőtt meghalsz (101 Horror Movies You Must See Before You Die) filmkritika-gyűjtemény, amit Steven Jay Schneider szerkesztett, és számos kritikus és filmtörténész írt a világ minden tájáról. A könyv a legfontosabb horrorfilmekről tartalmaz rövid összefoglalót, kritikát és fotókat. A filmeket megjelenésük sorrendjében sorolja fel, az első Robert Wiene Dr. Caligari című filmje 1919-ből, az utolsó film pedig Juan Antonio Bayona 2007-ben bemutatott Árvaház című filmje.

## Időszakok

### 1910-es évek
| Eredeti cím                  | Magyar cím   | Rendező      | Megjelenés éve |
| ---------------------------- | ------------ | ------------ | -------------- |
| Das Cabinet des Dr. Caligari | Dr. Caligari | Robert Wiene | 1919           |

### 1920-as évek
| Eredeti cím                           | Magyar cím           | Rendező                  | Megjelenés éve |
| ------------------------------------- | -------------------- | ------------------------ | -------------- |
| Der Golem, wie er in die Welt kam     | A gólem              | Carl Boese, Paul Wegener | 1920           |
| Nosferatu, eine Symphonie des Grauens | Nosferatu            | Friedrich Wilhelm Murnau | 1922           |
| Häxan                                 | Boszorkányok         | Benjamin Christensen     | 1922           |
| The Phantom of the Opera              | Az operaház fantomja | Rupert Julian            | 1925           |

### 1930-as évek
| Eredeti cím             | Magyar cím                      | Rendező                                | Megjelenés éve |
| ----------------------- | ------------------------------- | -------------------------------------- | -------------- |
| Dracula                 | Drakula                         | Tod Browning                           | 1931           |
| M                       | M – Egy város keresi a gyilkost | Fritz Lang                             | 1931           |
| Frankenstein            | Frankenstein                    | James Whale                            | 1931           |
| Dr. Jekyll and Mr. Hyde | Dr. Jekyll és Mr. Hyde          | Rouben Mamoulian                       | 1931           |
| Freaks                  | Szörnyszülöttek                 | Tod Browning                           | 1932           |
| Vampyr                  | Vámpír                          | Carl Theodor Dreyer                    | 1932           |
| White Zombie            | A fehér zombi                   | Victor Halperin                        | 1932           |
| The Old Dark House      | Az öreg sötét ház               | James Whale                            | 1932           |
| Island of Lost Souls    | Elveszett lelkek szigete        | Erle C. Kenton                         | 1932           |
| King Kong               | King Kong                       | Merian C. Cooper, Ernest B. Schoedsack | 1933           |
| The Black Cat           | A fekete macska                 | Edgar G. Ulmer                         | 1934           |
| Bride of Frankenstein   | Frankenstein menyasszonya       | James Whale                            | 1935           |

### 1940-es évek
| Eredeti cím            | Magyar cím       | Rendező          | Megjelenés éve |
| ---------------------- | ---------------- | ---------------- | -------------- |
| The Wolf Man           | A farkasember    | George Waggner   | 1941           |
| Cat People             | Macskaemberek    | Jacques Tourneur | 1942           |
| I Walked with a Zombie | Zombit gondoztam | Jacques Tourneur | 1943           |

### 1950-es évek
| Eredeti cím               | Magyar cím             | Rendező               | Megjelenés éve |
| ------------------------- | ---------------------- | --------------------- | -------------- |
| Les Diaboliques           | Ördöngösök             | Henri-Georges Clouzot | 1955           |
| The Bad Seed              | Elátkozottak gyermekei | Mervyn LeRoy          | 1956           |
| The Curse of Frankenstein | Frankenstein átka      | Terence Fisher        | 1957           |
| Horror of Dracula         | Drakula                | Terence Fisher        | 1958           |
| The Tingler               | A bizsergető           | William Castle        | 1959           |
| Les yeux sans visage      | Szemek arc nélkül      | Georges Franju        | 1959           |

### 1960-as évek
| Eredeti cím                      | Magyar cím                | Rendező                                | Megjelenés éve |
| -------------------------------- | ------------------------- | -------------------------------------- | -------------- |
| Peeping Tom                      | Kamerales                 | Michael Powell                         | 1960           |
| Psycho                           | Psycho                    | Alfred Hitchcock                       | 1960           |
| La Maschera del demonio          | A démon maszkja           | Mario Bava                             | 1960           |
| The Innocents                    | Az ártatlanok             | Jack Clayton                           | 1961           |
| Carninval of Souls               | Lelkek karneválja         | Herk Harvey                            | 1962           |
| What Ever Happened to Baby Jane? | Mi történt Baby Jane-nel? | Robert Aldrich                         | 1962           |
| The Birds                        | Madarak                   | Alfred Hitchcock                       | 1963           |
| The Haunting                     | A ház hideg szíve         | Robert Wise                            | 1963           |
| Onibaba                          | Onibaba                   | Sindó Kaneto                           | 1964           |
| The Masque of the Red Death      | A vörös halál álarca      | Roger Corrman                          | 1964           |
| Repulsion                        | Iszonyat                  | Roman Polański                         | 1965           |
| Vij                              |                           | Konstantyin Jersov, Georgij Kropacsjov | 1967           |
| Vargtimmen                       | Farkasok órája            | Ingmar Bergman                         | 1968           |
| Rosemary's Baby                  | Rosemary gyermeke         | Roman Polański                         | 1968           |
| The Devil Rides Out              | Az ördög menyasszonya     | Terence Fiscer                         | 1968           |
| Night of the Living Dead         | Az élőhalottak éjszakája  | George A. Romero                       | 1968           |

### 1970-es évek
| Eredeti cím                 | Magyar cím                      | Rendező          | Megjelenés éve |
| --------------------------- | ------------------------------- | ---------------- | -------------- |
| Valerie a týden divu        | Valéria és a csodák hete        | Jaromil Jireš    | 1970           |
| The Abominable Dr. Phibes   | A förtelmes Dr. Phibes          | Robert Fuest     | 1971           |
| Les lèvres rouges           | Vörös ajkak                     | Harry Kümel      | 1971           |
| Blacula                     | Blacula                         | William Crainl   | 1972           |
| The Last House on the Left  | Az utolsó ház balra             | Wes Crvenl       | 1972           |
| Don’t Look Now              | Ne nézz vissza!                 | Nicolas Roeg     | 1973           |
| The Exorcist                | Az ördögűző                     | William Friedkin | 1973           |
| The Wicker Man              | A vesszőből font ember          | Robin Hardy      | 1973           |
| Deathdream                  | Halálos álom                    | Bob Clark        | 1974           |
| The Texas Chainsaw Massacre | A texasi láncfűrészes mészárlás | Tobe Hooper      | 1974           |
| Profondo rosso              | Mélyvörös                       | Dario Argento    | 1975           |
| Jaws                        | A cápa                          | Steven Spielberg | 1975           |
| The Omen                    | Ómen                            | Richard Donner   | 1976           |
| Carrie                      | Carrie                          | Brian De Palma   | 1976           |
| Suspiria                    | Sóhajok                         | Dario Argento    | 1977           |
| Eraserhead                  | Radírfej                        | David Lynch      | 1977           |
| The Hills Have Eyes         | Sziklák szeme                   | Wes Craven       | 1977           |
| Dawn of the Dead            | Holtak hajnala                  | George A. Romero | 1978           |
| Halloween                   | Halloween – A rémület éjszakája | John Carpenter   | 1978           |
| Nosferatu                   | Nosferatu: Az éjszaka fantomja  | Werner Herzog    | 1979           |
| Phantasm                    | Fantazma                        | Don Coscarelli   | 1979           |
| The Brood                   | Porontyok                       | David Cronenberg | 1979           |

### 1980-as évek
| Eredeti cím                              | Magyar cím                          | Rendező            | Megjelenés éve |
| ---------------------------------------- | ----------------------------------- | ------------------ | -------------- |
| Cannibal Holocaust                       | Cannibal Holocaust                  | Ruggero Deodato    | 1980           |
| Friday the 13th                          | Péntek 13.                          | Sean S. Cunningham | 1980           |
| The Shining                              | Ragyogás                            | Stanley Kubrick    | 1980           |
| Dressed to Kill                          | Gyilkossághoz öltözve               | Brian De Palma     | 1980           |
| The Howling                              | Üvöltés                             | Joe Dante          | 1981           |
| ...E tu vivrai nel terrore! L'aldilà     | A pokol hét kapuja                  | Lucio Fulci        | 1981           |
| An American Werewolf in London           | Egy amerikai farkasember Londonban  | John Landis        | 1981           |
| Poltergeist                              | Poltergeist – Kopogó szellem        | Tobe Hooper        | 1982           |
| The Hunger                               | Az éhség                            | Tony Scott         | 1982           |
| A Nightmare on Elm Street                | Rémálom az Elm utcában              | Wes Craven         | 1984           |
| Re-Animator                              | Reanimátor                          | Stuart Gordon      | 1984           |
| The Fly                                  | A légy                              | David Cronenberg   | 1986           |
| Henry: Portrait of a Serial Killer       | Henry – egy sorozatgyilkos portréja | John McNaughton    | 1986           |
| Evil Dead II                             | Evil dead – Gonosz halott 2.        | Sam Raimi          | 1987           |
| A Chinese Ghost Story (Sien nui yau wan) | Szellemharcosok                     | Leslie Cseung      | 1987           |
| Hellraiser                               | Pokolkeltő                          | Clive Barker       | 1987           |
| Spoorloos                                | Nyomtalanul                         | George Sluizer     | 1988           |

### 1990-es évek
| Eredeti cím                    | Magyar cím            | Rendező                                       | Megjelenés éve |
| ------------------------------ | --------------------- | --------------------------------------------- | -------------- |
| Jacob's Ladder                 | Jákob lajtorjája      | Adrian Lyne                                   | 1990           |
| The Silence of the Lambs       | A bárányok hallgatnak | Jonathan Demme                                | 1991           |
| C'est arrivé près de chez vous | Veled is megtörténhet | Rémy Belvaux, André Bonzel, Benoît Poelvoorde | 1992           |
| Candyman                       | Kampókéz              | Bernard Ross                                  | 1992           |
| Bram Stoker's Dracula          | Bram Stoker – Drakula | Francis Ford Coppola                          | 1992           |
| Dellamorte Dellamore           | Dellamorte Dellamore  | Michele Soavi                                 | 1994           |
| Scream                         | Sikoly                | Wes Craven                                    | 1996           |
| Ringu                          | A kör                 | Hideo Nakata                                  | 1998           |
| The Blair Witch Project        | Ideglelés             | Eduardo Sánchez, Daniel Myrick                | 1999           |
| The Sixth Sense                | Hatodik érzék         | M. Night Shyamalan                            | 1999           |
| Ôdishon                        | Meghallgatás          | Takasi Miike                                  | 1999           |

### 2000-es évek
| Eredeti cím            | Magyar cím       | Rendező             | Megjelenés éve |
| ---------------------- | ---------------- | ------------------- | -------------- |
| El espinazo del diablo | Ördöggerinc      | Guillermo del Toro  | 2001           |
| The Others             | Más világ        | Alejandro Amenábar  | 2001           |
| 28 Days Later          | 28 nappal később | Danny Boyle         | 2001           |
| Janghwa, Hongryeon     | Két nővér        | Jee-woon Kim        | 2003           |
| Haute tension          | Magasfeszültség  | Alexandre Aja       | 2003           |
| Ju-On: The Grudge      | A harag          | Takashi Shimizu     | 2003           |
| Saw                    | Fűrész           | James Wan           | 2004           |
| The Descent            | A barlang        | Neil Marshall       | 2004           |
| El orfanato            | Árvaház          | Juan Antonio Bayona | 2004           |

## Lásd még
- 1001 film, amit látnod kell, mielőtt meghalsz
- 1001 lemez, amit hallanod kell, mielőtt meghalsz
- 1001 könyv, amit el kell olvasnod, mielőtt meghalsz